# 圣马丹迪蒙 (科多尔省)
圣马丹迪蒙（法語：Saint-Martin-du-Mont，法語發音：[sɛ̃ maʁtɛ̃ dy mɔ̃] ⓘ）是法国科多尔省的一个市镇，属于第戎区。

## 地名
法语人名在日常人名译名以及《世界人名翻譯大辭典》、《法语姓名译名手册》等主流人名译名类书籍资料中多译作“马丁”，不过在《世界地名翻译大辞典》、《世界地名译名词典》和《法国地图册》等主流地名译名类书籍资料中多译作“马丹”。

## 地理
圣马丹迪蒙（47°25'59"N, 4°47'11"E）面积37.84 平方千米，位于法国勃艮第-弗朗什-孔泰大區科多尔省，该省份为法国中东部省份，北起奥布省，西接涅夫勒省和约讷省，南至索恩-卢瓦尔省，东南接汝拉省，东临上索恩省，东北部与上马恩省接壤。
与圣马丹迪蒙接壤的市镇（或旧市镇、城区）包括：沃索勒、庞日、特鲁欧、布利尼勒塞克、弗朗什维尔、帕克、圣塞纳拉拜、蒂尔塞、瓦勒叙宗。
圣马丹迪蒙的时区为UTC+01:00、UTC+02:00（夏令时）。

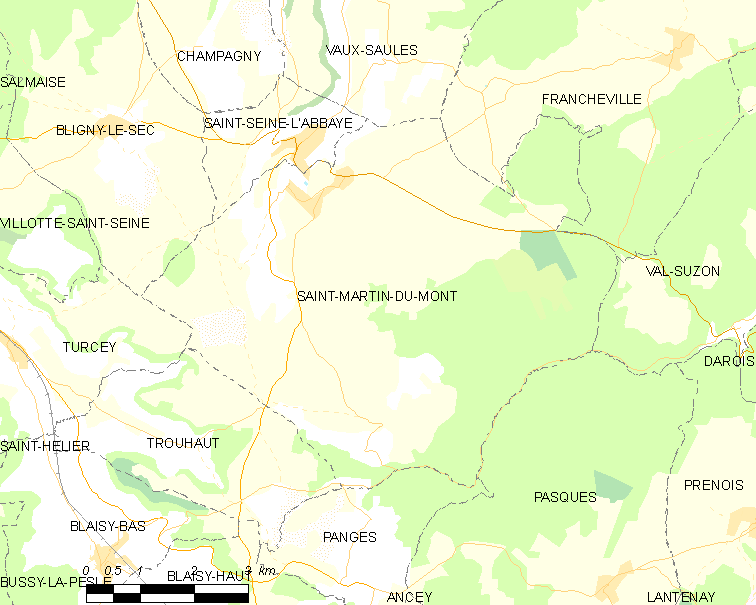
圣马丹迪蒙的OSM定位图

## 行政
圣马丹迪蒙的邮政编码为21440，INSEE市镇编码为21561。

## 政治
圣马丹迪蒙所属的省级选区为方丹莱第戎县。

## 人口

1962-2008年间圣马丹迪蒙人口变化图示

圣马丹迪蒙于2022年1月1日时的人口数量为464人。